# Drew (Oregon)
Drew az Amerikai Egyesült Államok északnyugati részén, Oregon állam Douglas megyéjében, az Oregon Route 227 mentén elhelyezkedő önkormányzat nélküli település.
Névadója valószínűleg Robert Drew helyi lakos. A posta 1902 és 1971 között működött. Az 1906-ban épült iskolában ma múzeum üzemel.
A gazdaság egykor a faiparon alapult, de egy 2006-os tanulmány szerint az erdővédelmi törvények miatt a térség helyzete „aggasztó”.

## Fordítás
- Ez a szócikk részben vagy egészben  a   Drew, Oregon című angol Wikipédia-szócikk ezen változatának fordításán alapul.  Az eredeti cikk szerkesztőit annak laptörténete sorolja fel. Ez a jelzés csupán a megfogalmazás eredetét és a szerzői jogokat jelzi, nem szolgál a cikkben szereplő információk forrásmegjelöléseként.